# Regierung Grey

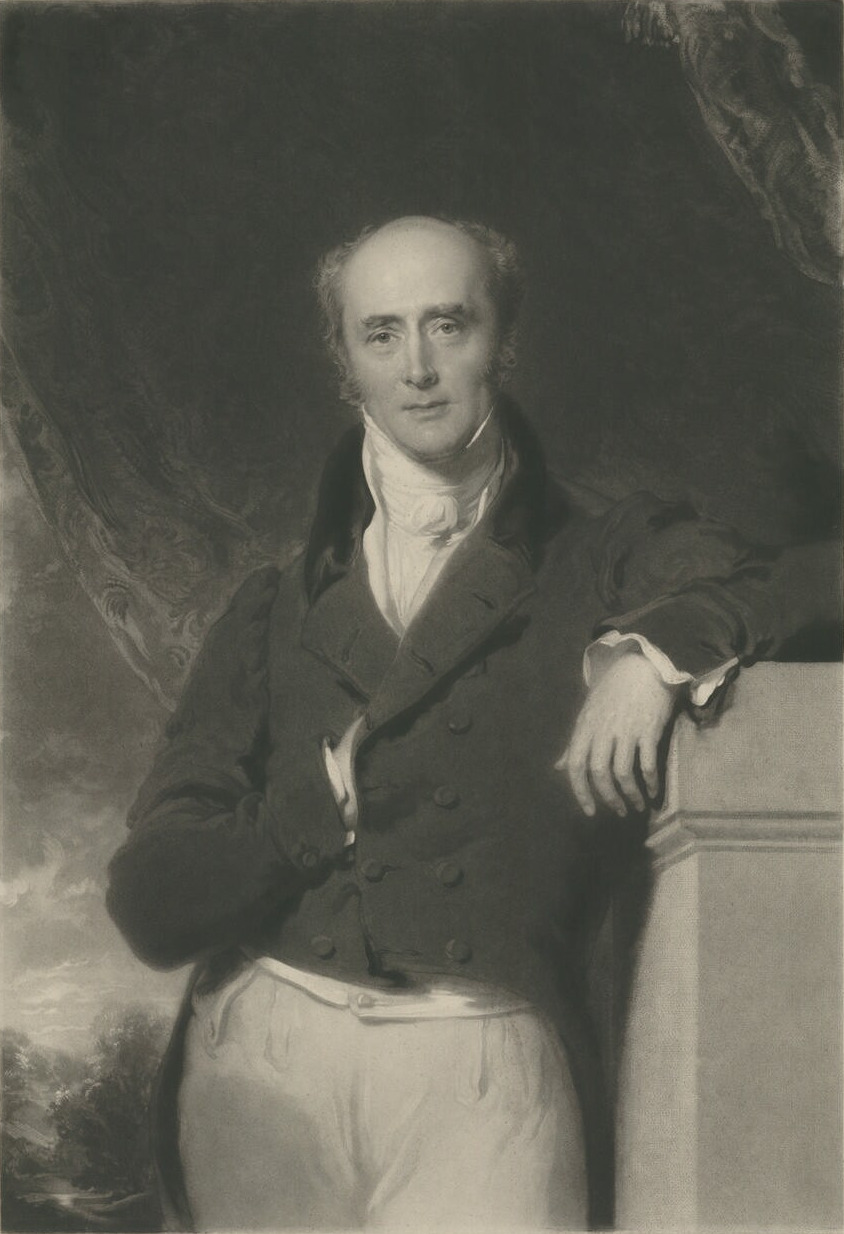
Charles Grey, 2. Earl Grey

Die Regierung Grey war von 1830 bis 1834 die Regierung des Vereinigten Königreichs von Großbritannien und Irland. Sie wurde am 22. November 1830 von Charles Grey, 2. Earl Grey gebildet und löste die Regierung Goderich ab. Sie blieb zum 16. Juli 1834 im Amt, woraufhin die Erste Regierung Melbourne gebildet wurde. Ihr gehörten ausschließlich Mitglieder der liberalen Whigs an.
Bei den Unterhauswahlen zwischen dem 29. Juli und 1. September 1830 gewannen die konservativen Tories unter der Führung von Arthur Wellesley, 1. Duke of Wellington 150 der 658 Mandate im House of Commons und die abgespaltenen „Ultra Tories“ von Sir Edward Knatchbull weitere 60 Sitze, die Whigs von Henry Petty-Fitzmaurice, 3. Marquess of Lansdowne 196 Mandate, während 152 Sitze an andere Bewerber fielen. Bei den darauf folgenden Unterhauswahlen vom 28. April bis zum 1. Juni 1831 erhielten die Whigs unter dem nunmehrigen Führer Charles Grey, 2. Earl Grey 370 der 658 Mandate und die Tories des 1. Duke of Wellington 235 Sitze, während andere Bewerber nur noch 53 Abgeordnete stellten. Bei den Wahlen zwischen dem 8. Dezember 1832 und dem 8. Januar 1833 gewannen die liberalen Whigs von Earl Grey 441 (66,7 Prozent) der 658 und die konservativen Tories des 1. Duke of Wellington 175 Mandate (29,4 Prozent), während die Irische Aufhebung (Irish Repeal) unter Daniel O’Connell mit 42 Parlamentariern (3,9 Prozent) ins House of Commons einzog.

## Kabinettsmitglieder
Dem Kabinett gehörten folgende Mitglieder an:
| Amt                                 | Amtsinhaber                                                                                           | Beginn der Amtszeit                          | Ende der Amtszeit                        |
| ----------------------------------- | --- | -------------------------------------------- | ---------------------------------------- |
| Erster Lord des Schatzamtes         | Charles Grey, 2. Earl Grey                                                                            | 22. November 1830                            | 16. Juli 1834                            |
| Lordkanzler                         | Henry Brougham, 1. Baron Brougham and Vaux                                                            | 22. November 1830                            | 16. Juli 1834                            |
| Lordpräsident des Rates             | Henry Petty-Fitzmaurice, 3. Marquess of Lansdowne                                                     | 22. November 1830                            | 16. Juli 1834                            |
| Lordsiegelbewahrer                  | John Lambton, 1. Baron Durham Frederick Robinson, 1. Earl of Ripon George Howard, 6. Earl of Carlisle | 22. November 1830 3. April 1833 5. Juni 1834 | 3. April 1833 5. Juni 1834 16. Juli 1834 |
| Innenminister                       | William Lamb, 2. Viscount Melbourne                                                                   | 22. November 1830                            | 16. Juli 1834                            |
| Außenminister                       | Henry Temple, 3. Viscount Palmerston                                                                  | 22. November 1830                            | 16. Juli 1834                            |
| Minister für Krieg und Kolonien     | Edward Smith-Stanley, Lord Stanley Frederick Robinson, 1. Viscount Goderich Thomas Spring Rice        | 22. November 1830 3. April 1833 5. Juni 1834 | 3. April 1833 5. Juni 1834 16. Juli 1834 |
| Erster Lord der Admiralität         | Sir James Graham, 2. Baronet George Eden, 2. Baron Auckland                                           | 22. November 1830 7. Juni 1834               | 7. Juni 1834 16. Juli 1834               |
| Schatzkanzler                       | John Spencer, Viscount Althorp                                                                        | 22. November 1830                            | 16. Juli 1834                            |
| Präsident des Kontrollamtes         | Charles Grant                                                                                         | 1. Dezember 1830                             | 16. Juli 1834                            |
| Kanzler des Herzogtums Lancaster    | Henry Vassall-Fox, 3. Baron Holland                                                                   | 25. November 1830                            | 16. Juli 1834                            |
| Generalpostmeister                  | Charles Gordon-Lennox, 5. Duke of Richmond                                                            | 11. Dezember 1830                            | 5. Juli 1834                             |
| Minister ohne Geschäftsbereich      | George Howard, 6. Earl of Carlisle                                                                    | 22. November 1830                            | 5. Juni 1834                             |
| Zahlmeister der Streitkräfte        | Lord John Russell                                                                                     | 16. Juni 1831                                | 16. Juli 1834                            |
| Chefsekretär für Irland             | Edward Smith-Stanley, Lord Stanley                                                                    | 16. Juni 1831                                | 29. März 1833                            |
| Staatssekretär im Kriegsministerium | Edward Ellice                                                                                         | 20. Juni 1834                                | 16. Juli 1834                            |
| Präsident des Handelsminister       | Charles Poulett Thomson                                                                               | 5. Juni 1834                                 | 16. Juli 1834                            |
| Münzmeister                         | James Abercromby                                                                                      | 13. Juni 1834                                | 16. Juli 1834                            |